# 日落大道 (電影)
《日落大道》（英語：Sunset Boulevard）是一部1950年出品的美国黑色电影。它以横穿洛杉矶和贝弗利山的相同名字的著名大道命名，由比利·怀德执导和编剧。
威廉·荷顿在片中饰演落魄的编剧乔·吉利斯，格洛丽亚·斯旺森饰演过气电影明星诺玛·戴斯蒙，她将吉利斯拉进她重返螢幕的白日梦中。艾利·冯·史托洛海姆、南茜·奥尔森、弗雷德·克拉克、劳埃德·高夫和杰克·韦布饰演片中配角。导演西席·地密爾、专栏作家海达·霍珀饰演他们自己，影片还包括默片时代的重要人物巴斯特·基顿、H·B·华纳、安娜·Q·尼尔森的外观镜头。
《日落大道》首映时就得到了许多评论家的赞赏，它获得了11项奥斯卡提名，并拿到了3个小金人。它被普遍认为是一部经典之作，并且是美国电影中最著名的电影之一。美国国会图书馆在1989年认定它具有“文化上、历史上、以及美学上的重要性”。它还被选为国家影片登记部第一批保存影片之一。在美国电影学会2007年评出的20世纪美国电影百强中，《日落大道》排名第16。

## 情节
影片的开头展示了一名被杀男子的尸体，他面朝下漂浮在一个游泳池里。讲述者解释道他是个不成功的剧作家。影片慢慢开始回溯乔·吉利斯（即讲述者）的经历。他试图驾车躲避两个强制收回执法者，为逃避追逐者冲入了日落大道的一条车道，看见了一所他以为是废弃旧宅的房子。他进入了房子，遇见了一位德裔男管家和一个古怪的老太婆，她误把他当作为他最近病逝的宠物猴办丧事的殡仪员。吉利斯认出她是诺玛·戴斯蒙，默片时代最伟大的电影明星之一。当她得知吉利斯是个作家后，她要他审读她为了重返荧幕而写的剧本，吉利斯觉得这是个赚点钱的难得机会，于是同意了。
吉利斯很快在经济上完全依赖诺玛，她对他颇为关注，经常给他买昂贵的衣服。虽然他偶尔表现出不快，但并不准备改变现状。当她在新年晚会上向他示爱时，他感到惊恐。他拒绝了她的引诱，搭便车到一位朋友家，那儿也正举行晚会，并与一位对他作品感兴趣的女孩贝蒂攀谈。他得到了继续写作的灵感，打电话至戴斯蒙家说他会一去不返，却得知诺玛试图自杀。他急忙赶回诺玛的宅邸，安慰她并留了下来。二人似乎相对满足了，因为诺玛继续写她的剧本。当她觉得快完成时，将剧本送去派拉蒙制片厂。她收到从塞西爾·德米爾工作室打来的电话，觉得他对将剧本拍成电影感兴趣。她去片场会见他；吉利斯和管家得知制片厂只是想租赁她的伊索塔-弗拉西尼老爷车以用于一部电影，对她的剧本没兴趣。二人对她隐瞒了此事。乔开始秘密与贝蒂接触以合作一部剧本，他俩坠入了爱河。当诺玛发现此事，她打电话给贝蒂暗示乔是何种人。乔及时赶回了宅邸听到了诺玛所言，并从她手里抢过话筒。他叫贝蒂来到诺玛家，亲自向她说明一切，贝蒂伤心地转身离去。诺玛误解了他的行为，要感谢乔，但喬不理會諾瑪，收拾包袱准备逃離這座可怕的建築。诺玛威胁要饮弹自尽但他完全不把那当一回事。当他不断走远，她跟过去向他背后开了三枪，最后他跌进泳池断了气。
当检察了泳池中的尸体后，影片跳转到现在，这时诺玛看起来迷失于幻想中。新闻记者用摄影机拍摄她，她觉得自己在拍一部新的电影。诺玛缓缓走下豪华的楼梯，说了一席宣称自己很高兴能拍新片的话（最后是该片最有名的台词：“好了，迪米尔先生，我已准备好拍我的特写镜头了。”），她走近摄影机，镜头慢慢模糊在了一片白色中，讲述者作出结论，诺玛的电影梦以一种意想不到的方式成真了。

## 背景
本片以之命名的那条大道自1911年始就与好莱坞电影业联系在一起，那年好莱坞的第一个制片厂就开在日落大道上。许多电影工作者就那附近居住，过着朴素的生活，但到了1920年代利润和薪水都升到了空前水准。随着明星制度的到来，这一地区开始出现一些与周围不调和的豪宅。报刊杂志报道他们的不节制的生活，明星们在世界范围内成为追捧的对象。
比利·怀德年轻时就对美国文化感兴趣，这种兴趣很大程度上是由这个国家的电影激发的。1940年代末期有许多好莱坞早期豪宅保留下来，那时住在洛杉矶的怀德发现它们已经成为他日常生活的一部分。许多默片时代的前明星依然住在那些豪宅中，尽管他们中大多数已不再涉足电影业。怀德对他们怎样度过那些已不再为世人关注的时光充满好奇，于是他开始构想一个丧失了她的声望和票房号召力的明星的故事。

## 演员

### 主要演员
- 格洛丽亚·斯旺森 ..... 诺玛·戴斯蒙
- 威廉·荷顿 ..... 乔·吉利斯
- 艾利·冯·史托洛海姆 ..... 马克斯·冯·梅耶林
- 南茜·奥尔森 ..... 贝蒂·谢弗
- 弗雷德·克拉克 ..... 谢尔德雷克
- 杰克·韦布 ..... 阿蒂·格林

### 选角
据布拉吉特说，他和怀德从未考虑过选角，除了让斯旺森扮演戴斯蒙。但怀德的回忆与此不同。他说一开始想让梅·韦斯特和马龙·白兰度领衔主演，但从未向他们中任一个说出这个提议。他电话联系鲍拉·内格里，但是很难听到她浓重的波兰口音。之后他记得他和布拉吉特拜访了玛丽·皮克福德，在此之前他们甚至和她探讨了情节，怀德意识到她把扮演一个与比她小一半的男人发生关系的角色当成一种侮辱，他们通情达理的放弃了。
据怀德称，他曾向乔治·丘克讨教，他推荐了斯旺森，默片时代最有荣誉的女演员之一，她以她的美丽、天赋和奢侈的生活方式出名。她在1925年达到了职业生涯的顶点，据说那时她每星期会收到10000封影迷的信，在1920年代到1930年代早期她一直住在日落大道的一所华美的意大利式豪宅中。她在许多方面与诺玛·戴斯蒙这个角色相似，并且像她一样难以平稳的改拍有声电影。 她俩的相似性到此为止，因为她接受了自己电影生涯的终结，在1930年代移居纽约从事广播工作，之后在1940年代中期投身电视业。虽然斯旺森并不谋求重返銀幕，但当怀德与她讨论这个角色是她，还是很感兴趣。
斯旺森因为试镜而懊恼，她说她曾“为派拉蒙演了20部电影。为什么他们要我试演？”后来的剧本參照了她的反應，诺玛·戴斯蒙声称“没有我就没有派拉蒙。”斯旺森在她的文集中回忆道她曾问丘克拒绝试镜是否不道德。他答到她将因诺玛·戴斯蒙这个角色被人们牢记。“如果他们要你试镜十次你就试十次，否则我会亲自射死你，”这是丘克的回答。他的狂热说服了斯旺森参演，她于是签订了$50,000的合同。在1975年的访谈中怀德回忆说“她心中全是诺玛，你知道的。”
乔·吉利斯本来准备让蒙哥马利·克里夫特饰演，契约已签订，确定给他每周$5,000片酬，共演12周，但在本片开拍前他突然退出。他提出的理由是这个与年老妇女发生关系的角色与他在《千金小姐》中扮演的角色太像，这种情节是不可信服的。怀德很生气，回应道“如果他是全能的演员，他与‘任何’女人做爱都是令人信服的。”
怀德和布拉吉特被迫考虑其他演员，这时他们注意到威廉·荷顿，他在1939年的电影《黄金男孩》中的首次演出令人印象深刻。在出演了《我们的小镇》后他在二战中参了军，战后重返銀幕获得了一定的成就。他对剧本很热心，急于接下这个角色。他不知道他的$39,000的片酬要比克里夫特的少。
艾利·冯·史托洛海姆是1920年代的重要导演，斯旺森的片子就是由他导的，他饰演马克斯，诺玛的忠实管家和保护者。贝蒂·谢弗的角色怀德想让新人来演，这样可以表现出一种健康、正常的形象，以与斯旺森浮夸、痴狂的戴斯蒙形成对比。他选择了南茜·奥尔森，迪米尔最近曾考虑让她出演《参孙和黛丽拉》中的黛丽拉。

## 剧本写作
怀德和布拉吉特1948年开始合作剧本，但结果不尽如人意。1948年8月小D·M·马士曼、从前《生活杂志》的专栏作家受雇帮他们改善故事情节，此前他们曾对他为怀德的电影《皇帝圆舞曲》（1948）所提的批评意见印象深刻。
为了保持故事的完整情节，避免布林法规的审查，他们逐页提交剧本。布林办事处坚持下面几段要重写，比方吉利斯说“我遇到麻烦了而且我需要工作，”它被改为“我被绊住了腿。我需要工作”派拉蒙管理人员觉得怀德在改编一个叫“豆子罐头”的故事（它实际上不存在）并给了一定的自由让他能够按自己想法去幹。1949年5月电影开拍时剧本只有三分之一写好，怀德不大肯定这部电影该如何收尾。
剧本大量涉及到好莱坞和编剧们，乔·吉利斯则对其发表了许多愤世嫉俗的评论。关于他的编剧生涯他总结道：“我写的最后一部剧本是关于黑色风暴事件中的俄克拉荷马人。你不会知道的，因为当它拍成电影时，所有镜头都是在一艘鱼雷艇上拍摄的。”另一次对话中贝蒂对吉利斯说：“我总是听说你有几分天才。”他答道：“那是去年的事了。今年我只是为生计而奔波。”
诺玛的一些台词，比如“好了，迪米尔先生，我已准备好拍我的特写镜头了”以及“我是巨大的！是这些照片让我变得渺小了。”已被大家铭记并被广泛引用。这部电影的大部分智慧是通过诺玛的冷漠的、常常引起吉利斯讽刺的反驳的话语表现出来的。戴斯蒙似乎对吉利斯的讽刺充耳不闻，完全被自己的幻想所吞噬，故吉利斯的一些对白仅仅是向着观众说的，怀德将事件和吉利斯的叙述间的界线作模糊处理。吉利斯对戴斯蒙所喊出的“是这些照片让我变得渺小了”的反应是一声嘀咕：“我知道他们有些地方不对劲”。怀德经常变换结构，戴斯蒙很严肃的看待吉利斯的回答，经常以牙还牙的予以回应。例如当二人讨论戴斯蒙所写的过度粉饰的剧本时，吉利斯说“他们在波莫纳会喜欢它的”，戴斯蒙强有力的答道：“他们在哪儿都会喜欢它。”
理查德·克里斯在关于该剧本的评论中将《日落大道》描述成“成熟的好莱坞悲惨电影”，剧本中的几乎所有情节都是“残忍的”。他评论道故事是由一个一开始被诺玛当成殡仪员的死者所讲述，电影的大部分场景发生在“只向活死人敞开大门的古旧、阴暗的房子”里。他将冯·史托洛海姆饰演的马克斯比作歌剧院幽灵，诺玛·戴斯蒙比作德拉库拉，因她将乔引入歧途。
怀德喜欢让他人来评价他的剧本和电影。当有人问他《日落大道》是否“黑色喜剧”时他答道：“不，仅仅是一部电影。”

## 主创人员
这部电影阴暗、朦胧的黑白摄影是约翰·F·塞茨的功劳。怀德之前曾与他数度合作，信任它的判断力，允许他自己做决定。塞茨回忆说他曾问怀德他要求将宠物猴葬礼场景拍成什么样子。怀德答道：“你知道的，按你拍猴子葬礼的标准拍摄就行。”在一些内景拍摄时塞茨将粉尘洒在摄影机上，以拍出那种暗淡的效果，他在《双重赔偿》（1944）里就用过这一技法。
怀德坚持乔·吉利斯的尸体应该从泳池底部拍仰视镜头，但创造那种效果很困难。摄影机被置于一个特制的盒子里被放入水中，但拍摄效果令怀德失望，他坚持要做更进一步的实验。最后这个镜头是这样完成的：“将一面镜子置于泳池底部，拍摄荷顿在上面的镜像和岸上警察的扭曲图像以形成背景。
电影史家汤姆·斯滕佩尔写道：“在《双重赔偿》和《日落大道》中，塞茨的表现都让我留下了深刻印象。二者都是黑色电影，拍摄场所都在阳光最和煦的洛杉矶……他将亮与暗完美结合而不露任何痕迹……对乔·吉利斯他采用了自然的写实打光，而将诺玛·戴斯蒙的豪宅拍出了哥特式的感觉，这一切同样也是天衣无缝。”
伊迪丝·海德设计了本片的服饰。怀德、海德和斯旺森都同意诺玛·戴斯蒙的着装应该比较接近当时的流行趋势所以海德设计了很类似1940年代中期迪奥和香奈尔风格的服饰。它们被加了少许修饰以使之个人化，反映出诺玛·戴斯蒙的品味。斯旺森在她的传记中回忆说那些服装只是“有点过时，有点异国情调。”海德后来将她的这次任务描述成“我的职业生涯中最具挑战性的”，并解释了她做设计的方法：“因为诺玛·戴斯蒙是个迷失在自己白日梦中的女演员，我试着将她塑造成总是在扮演某某角色的样子。”海德后来说她依赖斯旺森的经验，因为“她在创造一个她熟悉的往昔，但我却并不熟悉。”
海德还为荷顿和一些配角设计了服装，但为了真实性，怀德让冯·斯托罗海姆和南茜·奥尔森穿他们自己平常穿的衣服。
电影配乐是弗朗茨·瓦克斯曼创作的。他为诺玛所作的主题是基于探戈音乐，这是由她提到曾与鲁道尔弗·瓦伦蒂诺跳过探戈而受的启发。这与乔·吉利斯的比波普主题形成鲜明对比。瓦克斯曼还安排了扭曲了的1920年代至1930年代的通俗电影音乐风格的曲子以暗示诺玛的精神状态。电影的原声CD于2002年首次发行。
诺玛·戴斯蒙住宅那种夸张的颓废是布景师汉斯·德莱尔的作品，他的职业生涯自默片时代就开始了。他还为报刊梅·韦斯特在内的许多影星的居所作了内部装潢。当后来有人批评说“贝比·丹尼尔斯、诺玛·希勒和鲍拉·内格里的家里全有着那种丑陋的内部装饰”时威廉·海因斯，一位室内装饰师和前演员站出来为德莱尔辩护。
电影中有些镜头出现了格洛丽亚·斯旺森年轻的打扮，与威廉·荷顿成熟的外表反差不够。怀德坚持要强调年龄差距，指示化妆师沃利·威斯特摩让斯旺森显得老些。斯旺森争辩道：一个像诺玛那样年纪、有着大量财产并只关心自我的女人不需要看起来很老，并建议把荷顿化妆得年轻些。怀德同意了。

## 获奖
《日落大道》获得三项奥斯卡奖：
- 最佳艺术指导 （汉斯·德莱尔、John Meehan、Sam Comer和Ray Moyer）
- 最佳原创音乐 （弗朗茨·瓦克斯曼）
- 最佳原创剧本  （查尔斯·布拉吉特、比利·怀德和小D·M·马士曼)

它还获得了如下提名：
- 最佳影片
- 最佳导演 （比利·怀德）
- 最佳男主角 （威廉·荷顿）
- 最佳男配角 （艾利·冯·斯托罗海姆）
- 最佳女主角 （格洛丽亚·斯旺森）
- 最佳女配角 （南茜·奥尔森）
- 最佳黑白摄影 （约翰·F·塞茨)
- 最佳剪辑 （Arthur P. Schmidt和Doane Harrison）[12]

## 目前地位
1989年，该片被国会图书馆选为国家影片登记部保存的25部“文化、历史、或美学上特别重要”的影片之一。
AFI在1998年把它列为电影百强中的第十二位。有两句台词被选入AFI百年百大电影台词：“好了，迪米尔先生，我已经准备好拍摄我的特写镜头了”（第7名）、“我是偉大的！是現在的電影變得渺小了”（第24名）。弗朗茨·瓦克斯曼的配乐在2005年名列AFI百年百大电影配乐中的第16名。
Roger Ebert曾赞扬荷顿和斯托罗海姆的表演，并称斯旺森的表演是“有史以来最伟大的表演之一”，他说《日落大道》仍然是关于电影最好的戏剧——它揭穿了所有幻象。Pauline Kael将该片描述为“几乎过于机智，但机智得恰到好处”,并写道如果听到“比利·怀德被称为世界上最伟大的导演”将毫不奇怪。”怀德死时，许多讣告挑选了《日落大道》来作说明他的事迹，将它与《热情似火》、《双重赔偿》一起描述为他最重要的作品之一。
到了1990年代末期，大部分《日落大道》的拷贝都保存的很不好，因为该片是最后一批用硝酸纤维素胶片拍摄的影片之一，许多原版负片都已损坏。派拉蒙制片厂认为该片应该进行彻底修复，于是启动了一个数字修复本片的计划。修复版的视频2002年发行了DVD。2003年BBC的一片评论写道该片是“关于好莱坞的自我陶醉的堕落的最好诠释”。

## 外部連結
- 互联网电影数据库（IMDb）上《日落大道》的资料（英文）
- TCM电影资料库上《日落大道》的资料（英文）
- 豆瓣电影上《日落大道》的資料 （简体中文）
- 爛番茄上《日落大道》的資料（英文）